# Iván Villar
Iván Villar Martínez (Aldán, 9 luglio 1997) è un calciatore spagnolo, portiere del Celta Vigo.

## Carriera
Nato ad Aldán in Galizia, è entrato a far parte della cantera del Celta Vigo nel 2008, proveniente dal Rápido Bahía CF. Il 13 ottobre 2013 ha esordito fra i professionisti disputando con la squadra riserve l'incontro di Segunda División B vinto 1-0 contro il Leonesa. Il 4 settembre 2014 ha firmato il suo primo contratto professionistico ed a partire dalla stagione 2015-2016 è diventato portiere titolare.
Il 14 maggio 2017 ha esordito in prima squadra in occasione della terzultima giornata di Primera División persa 3-1 contro l'Alavés. Promosso definitivamente al termine della stagione, nel mercato invernale è stato ceduto in prestito al Levante poco dopo aver rinnovato il contratto fino al 2023. Mai impiegato dal club valenciano, in vista della stagione 2018-2019 è stato relegato alla formazione B dove ha giocato 39 partite su 40 salvandosi dalla retrocessione in Tercera División solo ai play-out.
Promosso nuovamente in prima squadra, sul finire della stagione 2019-2020 è diventato il portiere titolare per via degli infortuni accorsi a Rubén Blanco e Sergio Álvarez.

## Statistiche
Statistiche aggiornate al 29 settembre 2020.

### Presenze e reti nei club
| Stagione        | Squadra         | Campionato      | Campionato | Campionato | Coppe nazionali | Coppe nazionali | Coppe nazionali | Coppe continentali | Coppe continentali | Coppe continentali | Altre coppe | Altre coppe | Altre coppe | Totale | Totale | Totale |
| Stagione        | Squadra         | Comp            | Pres       | Reti       | Comp            | Pres            | Reti            | Comp               | Pres               | Reti               | Comp        | Pres        | Reti        | Pres   | Reti   |        |
| --------------- | --------------- | --------------- | ---------- | ---------- | --------------- | --------------- | --------------- | ------------------ | ------------------ | ------------------ | ----------- | ----------- | ----------- | ------ | ------ | ------ |
| 2013-2014       | Celta Vigo B    | SDB             | 1          | 0          |                 | -               | -               |                    | -                  | -                  |             | -           | -           | 1      | 0      |        |
| 2014-2015       | Celta Vigo B    | SDB             | 1          | -3         |                 | -               | -               |                    | -                  | -                  |             | -           | -           | 1      | -3     |        |
| 2015-2016       | Celta Vigo B    | SDB             | 32         | -43        |                 | -               | -               |                    | -                  | -                  |             | -           | -           | 32     | -43    |        |
| 2016-2017       | Celta Vigo B    | SDB             | 12+1       | -9;-3      |                 | -               | -               |                    | -                  | -                  |             | -           | -           | 13     | -12    |        |
| 2016-2017       | Celta Vigo      | PD              | 1          | -3         | CR              | 0               | 0               | UEL                | 0                  | 0                  |             | -           | -           | 1      | -3     |        |
| 2017-gen. 2018  | Celta Vigo      | PD              | 0          | 0          | CR              | 0               | 0               |                    | -                  | -                  |             | -           | -           | 0      | 0      |        |
| gen.-giu. 2018  | Levante         | PD              | 0          | 0          | CR              | 0               | 0               |                    | -                  | -                  |             | -           | -           | 0      | 0      |        |
| 2018-2019       | Celta Vigo B    | SDB             | 37+2       | -48;0      |                 | -               | -               |                    | -                  | -                  |             | -           | -           | 39     | -48    |        |
| 2019-2020       | Celta Vigo      | PD              | 4          | -5         | CR              | 0               | 0               |                    | -                  | -                  |             | -           | -           | 4      | -5     |        |
| 2020-2021       | Celta Vigo      | PD              | 3          | -2         | CR              | 0               | 0               |                    | -                  | -                  |             | -           | -           | 3      | -2     |        |
| Totale carriera | Totale carriera | Totale carriera | 94         | -116       |                 | 0               | 0               |                    | 0                  | 0                  |             | -           | -           | 94     | -116   |        |

## Palmarès

### Nazionale
- Argento olimpico: 1

Tokyo 2020